# センサク・ムアンスリン
センサク・ムアンスリン（泰: แสนศักดิ์ เมืองสุรินทร์、英: Saensak Muangsurin、1950年8月13日 - 2009年4月16日）は、タイの元プロボクサー。前歴は元ムエタイ選手。本名はブンソン・マンシリ (Boonsong Mansri)。ペッチャブーン県出身。元WBC世界スーパーライト級王者。ボクシング史上最短となる3戦目で世界王座奪取という記録を持つ。

## 来歴
ムエタイ選手としてキャリアを歩み始め、ルンピニー・スタジアムのスーパーライト級チャンピオンとなる。アマチュアボクシングでは1973年の東南アジア競技大会で金メダルを獲得。プロボクシングデビューは1974年、当時のマネージャーが3戦で世界を獲ることを宣言し、いきなり世界6位のルディ・バロを1回KOに破る。2戦目で日本の強豪ライオン古山を7回KO。そしてペリコ・フェルナンデスを8回KOで下し、公言どおりプロ転向からわずか3試合で世界タイトルを獲得した。その後、来日しライオン古山を相手に王座防衛。スペインでミゲル・ベラスケスを挑戦者に2度目の防衛戦を行うが、ダウンを奪うなど一方的にリードしながらも4回終了間際のラッシュ中にゴングが鳴り、その直後ダウンしたベラスケスが立ち上がらず反則負けで防衛失敗。しかしWBCがリマッチを承認、4か月後スペインでベラスケスとの再戦を制して王座に返り咲いた。同タイトルは7度防衛したが、1978年12月30日、金相賢に13回KOされ陥落。1981年4月5日の試合を最後に引退。
2009年4月13日、バンコクの病院で肝炎の手術を受けたが病状は回復せず、3日後の4月16日死去。

## 戦績
- プロボクシング：20戦14勝 (11KO) 6敗

| 戦           | 日付           | 勝敗 | 時間 | 内容 | 対戦相手               | 国籍           | 備考                                  |
| ------------ | -------------- | ---- | ---- | ---- | ---------------------- | -------------- | ------------------------------------- |
| 1            | 1974年11月16日 | 勝利 | 1R   | KO   | ルディ・バロ           | フィリピン     | プロデビュー戦                        |
| 2            | 1975年2月16日  | 勝利 | 7R   | TKO  | ライオン古山           | 日本           |                                       |
| 3            | 1975年7月15日  | 勝利 | 8R   | KO   | ペリコ・フェルナンデス | スペイン       | WBC世界スーパーライト級タイトルマッチ |
| 4            | 1975年12月13日 | 勝利 | 6R   | KO   | エリー・ヤレス         | フィリピン     | ノンタイトル戦                        |
| 5            | 1976年1月25日  | 勝利 | 15R  | 判定 | ライオン古山           | 日本           | WBC防衛1                              |
| 6            | 1976年6月30日  | 敗北 | 4R   | 反則 | ミゲール・ベラスケス   | スペイン       | WBC王座陥落                           |
| 7            | 1976年10月29日 | 勝利 | 2R   | TKO  | ミゲール・ベラスケス   | スペイン       | WBC世界スーパーライト級タイトルマッチ |
| 8            | 1977年1月15日  | 勝利 | 15R  | TKO  | モンロー・ブルックス   | アメリカ合衆国 | WBC防衛1                              |
| 9            | 1977年4月2日   | 勝利 | 6R   | KO   | ガッツ石松             | 日本           | WBC防衛2                              |
| 10           | 1977年6月17日  | 勝利 | 15R  | 判定 | ペリコ・フェルナンデス | スペイン       | WBC防衛3                              |
| 11           | 1977年8月20日  | 勝利 | 6R   | TKO  | マイク・エベレット     | アメリカ合衆国 | WBC防衛4                              |
| 12           | 1977年10月23日 | 勝利 | 15R  | 判定 | ソウル・マンビー       | アメリカ合衆国 | WBC防衛5                              |
| 13           | 1977年12月30日 | 勝利 | 14R  | TKO  | ジョー・キンプアニ     | フランス       | WBC防衛6                              |
| 14           | 1978年4月8日   | 勝利 | 13R  | TKO  | フランシスコ・モレノ   | ベネズエラ     | WBC防衛7                              |
| 15           | 1978年12月30日 | 敗北 | 13R  | KO   | 金相賢                 | 韓国           | WBC王座陥落                           |
| 16           | 1979年7月20日  | 敗北 | 10R  | 判定 | ダン・デグスマン       | フィリピン     |                                       |
| 17           | 1979年10月18日 | 敗北 | 3R   | TKO  | トーマス・ハーンズ     | アメリカ合衆国 |                                       |
| 18           | 1980年9月30日  | 勝利 | 5R   | TKO  | マイク・デグスマン     | フィリピン     |                                       |
| 19           | 1980年11月13日 | 敗北 | 10R  | 判定 | アンドニ・アマナ       | スペイン       |                                       |
| 20           | 1981年4月5日   | 敗北 | 12R  | 判定 | 黄忠載                 | 韓国           | OPBFウェルター級タイトルマッチ        |
| テンプレート |                |      |      |      |                        |                |                                       |

## エピソード
ムエタイ選手だった兄の影響を受けてセンサクもムエタイを始めたが、初めの10試合で7敗している。初期のリングネームはセンセープ・ペットチャルン (แสนแสบ เพชรเจริญ) と、セープスアン・ペットチャルン (แสบทรวง เพชรเจริญ) を気分で使い分けていた。
センサクはムエタイ王者としても無類の強さを発揮している。ボクシングで古山や石松を相手に防衛戦をする以前にムエタイ王者として来日、後の全日本ライト級王者玉城良光に3回KO勝ち。このときはパンチの得意な玉城に対し、膝蹴りで一蹴。試合後、病院に直行した玉城は内臓破裂しており、すぐに緊急手術された。玉城はダウンしなかったが、レフェリーは即座に試合を止めた。玉城は「まだやれる！と怒ったが、経験豊富なレフェリーの判断は正しかった。もう一発もらっていたら、命はなかった」と語っている。
プロボクシングでの戦歴のKO率が示すように驚異的なハードパンチャーであった。ムエタイの試合においてもKOは多く、アマチュアボクシングでも第7回東南アジア競技大会（開催地:シンガポール）で、決勝を含む全試合をKOで勝ち金メダルを獲得した。
日本での2度目の防衛戦は蔵前国技館でガッツ石松の挑戦を6回KOで退けた。その試合後「精力が余って眠れない」と言いながらソープランド（当時は「トルコ風呂」）を3店もハシゴしたといわれている。また、試合のインターバルで口の中に含んだ水（通常は吐き出す）をそのままがぶ飲みするなど型破りなボクサーとして知られる。
現役選手時代に当時のタイの有名女優と結婚し男児をもうけたが後に離婚し、互いに再婚している。現役引退後は周囲に担ぎ上げられ選挙に出馬するも落選。晩年は健康状態に恵まれず経済的にも不遇のまま死去した。